# Tytus Dzieduszycki
Tytus Dzieduszycki herbu Sas (ur. 28 listopada 1796 – zm. 5 lipca 1870 w Jabłonowie), ps. Philopolski – ziemianin, paleontolog, polityk konserwatywny i poseł na Sejm Ustawodawczy w Kromieryżu.

## Życiorys
Zdobył wykształcenie domowe pod kierunkiem prywatnych nauczycieli. Ukończył 3-letnie studia z zakresu filozofii (1821-1824). Mając talent do nauki języków obcych – szybko stał się uznanym tłumaczem dzieł z zakresu filozofii i agronomii. Był także autorem recenzji teatralnych i literackich m.in. w "Pamiętniku Lwowskim" i "Rozmaitościach". Był znawcą i kolekcjonerem okazów paleontologicznych. Rozgłos w środowisku fachowców przyniosło mu opublikowanie pracy Opisanie głowy petryfikowanej, znalezionej w cyrkule przemyskim, z uwagami nad petryfikatami w ogólności i ich stosunkiem do teorii ziemi (1827) za którą uzyskał członkostwo honorowe. W latach 1828–1836 mieszkał zagranicą – najpierw uczęszczając na zajęcia na uniwersytetach w Wiedniu, Monachium i Heidelbergu. Podczas rewolucji lipcowej we Francji przebywał w Paryżu, gdzie w prasie francuskiej m.in. w "Tribune" i "Constitutionel National" zamieszczał artykuły na tematy polityczne oraz dotyczące Polski. Poznał wówczas czołowych polityków francuskich owego okresu. Słuchał także wykładów z zakresu przyrody i paleontologii a także ekonomii i historii oraz literatury na paryskiej Sorbonie. Po zwiedzeniu Belgii i Holandii przebywał przez półtora roku w Anglii.
Ziemianin, po powrocie do kraju w 1836 właściciel Jabłonowa i Horodnicy. Był przeciwnikiem przygotowań powstańczych i zwolennikiem wraz z Leonem Ludwikiem Sapiehą, Wincentym Polem i Aleksandrem Fredrą pracy organicznej. Członek założyciel (3 lipca 1845) i działacz Galicyjskiego Towarzystwa Gospodarskiego, członek jego Komitetu (31 stycznia 1846 – 22 lutego 1850). Podczas Wiosny Ludów aktywny politycznie,
Poseł do Sejmu Ustawodawczego w Wiedniu a następnie w Kromieryżu (11 sierpnia 1848 – 7 marca 1849) wybrany z galicyjskiego okręgu wyborczego Kopyczyńce. W Sejmie dał się poznać jako konserwatysta przeciwstawiający się aktywnie politykom demokratycznym. W okresie reakcji wycofał się z życia publicznego poświęcając się gospodarowaniu w swych majątkach i pracy naukowej i literackiej.

### Prace Tytusa Dzieduszyckiego
- O chowie pszczół w ulach podwóynych : z uwagami nad ulami magazynowemi i słomianemi pudłami : dziełko obywatelom galicyjskim przypisane / z niem. Czaplovica podług 2 wyd. przeł. i dodatkami pomn. przez Philopolskiego, Lwów 1921
- Opisanie głowy petryfikowanej, znalezionej w cyrkule przemyskim, z uwagami nad petryfikatami w ogólności i ich stosunkiem do teorii ziemi, Lwów 1827
- Denkschrift betrefjend die Forstwirtschajt- and Forstpolizei-Gesetzgebung Gatiziens, Lemberg 1844
- O zgromadzić się mającym Sejmie, Lwów 1848
- O umiejętności społecznej, Lwów 1851

## Rodzina
Urodził się w rodzinie ziemiańskiej, syn Wawrzyńca Marcina i Anastazji z Mierów (1780-1845). Ożenił się w 1837 z Izabelą Elżbietą z Dzieduszyckich (1819-1893), mieli córkę Florentynę (1844-1920) trzykrotnie zamężną: 1) z Romanem Czartoryskim, 2)  Antonim Władysławem Wolniewiczem, 3) Ludwikiem Cieńskim.